# Геокріологічна карта
Карти геокріологічні (карти мерзлотні), (рос. карты геокриологические, англ. geocryological maps; нім. geokryologische Karten f pl,  Frostbodenkarten f pl — відображають будову і характеристики кріолітозони.

## Класифікація
Розрізняють аналітичні і синтетичні К.г. На аналітичних К.г. показують всі осн. характеристики геокріологічної обстановки. Синтетичні К.г. — комплексне геокріологічне районування, виконане на основі ландшафтного районування.
Виконується геокріологічною зйомкою — комплексом польових, камеральних і лабораторних робіт по вивченню геокріологіч. умов території і складанню геокріологіч. карт. Масштаби К.г. і геокріологічної зйомки: дрібні (1:500000 — 1:100000), середні (1:50000 −1:25000), великі (1:10000 −1:5000) і детальні (1:2000 і більше).
Дрібномасштабні карти використовуються при підготовці техніко-економіч. обґрунтування, виборі трас лінійних споруд, плануванні на початковій стадії проектування, попередній оцінці умов освоєння великих рудоносних площ, вугільних і нафтогазоносних басейнів, при пошуку родов. підземних вод.
Середньомасштабні зйомки проводяться при дослідженнях на стадії техніко-економіч. обґрунтування в ході попередньої розвідки родов. для оцінки умов їх відробки та затвердження запасів і на початкових стадіях розвідки родов. підземних вод для во-допостачання, при дослідженнях з охорони довкілля.
Великомасштабні і детальні карти застосовують при дослідженнях для проектування на стадії робочих креслень, використовують для опрацювання заходів щодо меліорації ґрунтів, осушення і водозниження при детальній розвідці родовищ підземних вод.